# Хабіру
Хабіру або ж хапіру чи апіру, давньоєгипетське: ˁpr.w; (назва походить ймовірно від хабару — виїжджати, емігрувати; тобто хабіру — чужинці, прибульці, біженці, бездомні) — група людей, соціальна група країнах родючого півмісяця у ІІ тисячолітті до нашої ери.

## Історія

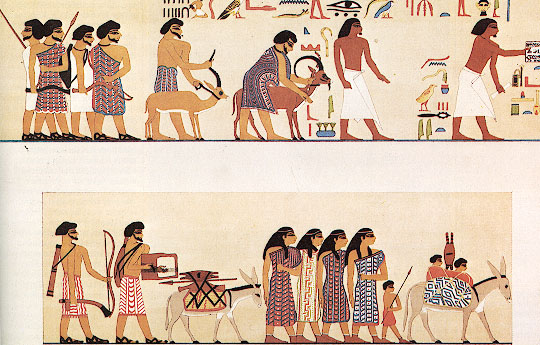
Цей давньоєгипетський малюнок зображує не хабіру, а невідомих мандрівників чи біженців, однак хабіру приблизно так і виглядали. Певно, жінок в них було менше, а зброї — більше.

Перші згадки про хабіру трапляються в асирійських та вавилонських документах XVIII–XVII століть до нашої ери в яких вони виступають як воїни на утриманні місцевих правителів у Вавилонії, Кападокії, Марі. В документах з Алалаху XV століття до нашої ери перераховуються бойові загони хабіру по сусідніх містах. В джерелах того ж часу з Нузі вказують, що загони та окремі хабіру знаходилися під захистом держави. В акадських документах з Угарита говориться про хабіру хетського царя і про окремий квартал хабіру в місті Халбу. В XV–XII сторіччях до нашої ери вони згадуються і в єгипетських документах як полонені з Ханаану та Сирії та як раби зайняті на важких роботах в каменярнях та руднях і часом в сільському господарстві.
Хабіру ніколи не були якимось єдиним народом. В Марі наприклад відомий допоміжний загін званий іамутбальські хабіру — за назвою західносемітського клану та території в Межиріччі на північ від сучасного Багдаду. В джерелах з Марі та Алалху вказуються міста з яких походять місцеві хабіру. В Нузі вони були вихідцями з Аккаду, Асирії та інших місць. Так само різноманітними є імена хабіру — в ранньовавилонських джерелах вони переважно аккадські та західносемітські, в Аллаласі переважно несемістські, в Нузі як акадські так і несемітські. Характерною ознакою соціальної, а не етнічної природи хабіру є те, що цей термін в джерелах різними мовами ніколи не вживається з закінченнями які вказують, що це назва народу чи племені.
Оскільки хабіру були біженцями та безправиними чужинцями, то в нових місцях мали низький статус і змушені були йти під руку місцевих правителів. Щодо деяких з хабіру прямо вказується, що вони втекли з батьківщини від правителів, власних проблем чи були злочинцями. Зазвичай хабіру наймалися на військову службу, але іноді наймитували на домашніх чи сільських роботах. В часи політичного безладу та занепаду значення хабіру зростало. Згадується, що вони грабували міста, часом в спілці з жителями сусідніх міст. Наприклад, в XV–XIV століттях до нашої ери послаблення єгипетського впливу в Ханаані та міжусобні війни місцевих князів викликали посилення розбійницьких банд хабіру. Вони діяли чи самі чи в спілці з місцевими, чи як найманці князів або єгипетських намісників — в будь-якому випадку це призводило до грабунків та посилювало безлад та беззаконня в країні.
Як явище хабіру виникли на початку ІІ і зникли на початку І тисячоліття до нашої ери. Ні їх поява ні зникнення не були випадковими, а є наслідком соціально-політичних процесів регіону. На початку ІІ тисячоліття суспільство зазнало глибоких соціальних змін — руйнування старої общинної структури суспільства, політична нестабільність, війни та жорсткі боргові умови тощо виштовхували людей зі звичного місця і змушували кидати свої громади та шукати кращої долі на чужині. Натомість на початку І тисячоліття виникли великі національно-територіальні держави які стабілізували ситуацію та поклали край міграціям декласованих людей.

## Хабіру та стародавні євреї
Вже давно зауважено, що терміни хабіру та біблійна назва євреїв іврім схожі. Тож існує теорія, що друга походить від першої. З одного боку незрозуміло як підкерслено соціальний, позаетнічний термін став назвою народу. З іншого боку в Біблії термін іврім вживається щодо євреїв лише в додержавний період і лише в контекстах де вони є емігрантами та чужинцями, або ж його використовують філістимляни як назву народу з якого виходять найманці правителів філістимлянських міст. Тобто фактично Біблія використовую слово іврім так само як інші давньосхідні джерела хабіру.